# Саккак
Саккак (гренл. Saqqaq, в старой орфографии — Sarqaq, дат. Solsiden) — поселение (основано в 1755 году), входящее в состав коммуны Каасуитсуп. Расположено на юго-западном побережье полуострова Нууссуак. Население 200 человек (2008). На северо-востоке от Саккак возвышается гора Ливетс.

## История
Археологические раскопки в Квилакитсок на западе от поселка обнаружили существование древней арктической культуры Саккак, которая находилась в области западно-центральной части Гренландии между 2500 г. до н. э. и 800 г. до н. э. Существует музей материальных памятников этой культуры.

## Транспорт
Air Greenland обслуживает деревню в рамках государственного контракта. Осуществляются полёты из Саккака в Илулиссат.